# 洪昌善
洪昌善（1944年3月1日—2020年1月2日），韩国政治人物，曾任韩国科学技术院院长。

## 生平
1944年生于京畿道京城府。1967年毕业于延世大學机械工程系，1971年获机械工程硕士学位，1977年获美国賓夕法尼亞州立大學应用力学博士学位。1977年至1979年，在美国国家航空航天局兰利研究中心从事博士后研究。1979年至2009年一直在韩国科学技术院工作，1981年升任教授，2001年至2004年担任院长。2004年至2008年，是开放国民党第17届国会议员。
2020年1月2日在首爾峨山医院逝世，终年75岁。